# Historisch-biographische Blätter

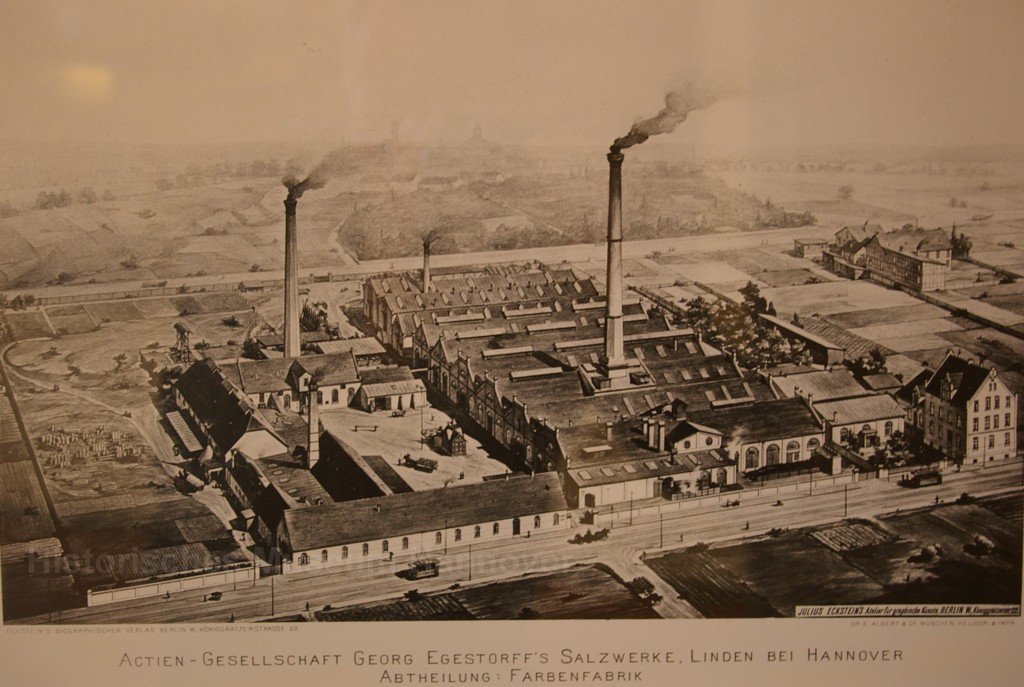
Vogelschau über die Farbenfabrik der Actien-Gesellschaft Georg Egestorffs Salzwerke in Linden, als Illustration für die Historisch-biographischen Blätter reproduziert von Julius Ecksteins Atelier für graphische Künste in Berlin

Historisch-biographische Blätter war der Obertitel eines Sammelwerks, das im späten 19. Jahrhundert und frühen 20. Jahrhundert in verschiedenen Bänden und Lieferungen erschien.
Das Werk erschien mit verschiedenen Untertiteln wie etwa Industrie, Handel und Gewerbe, in dem zum Beispiel Biografien verschiedener Unternehmer – beispielsweise von Franz Stollwerck – vorgestellt wurden oder Unternehmen wie die Aktiengesellschaft Georg Egestorff Salzwerke mit anschaulichen Illustrationen wie Vogelschauen verschiedener, namentlich genannter Künstler über Betriebsgelände.
Der Einzelband Der Staat Hamburg behandelte örtlich ansässige Reedereien und Schifffahrtslinien des (heutigen) Bundeslands.
Herausgeber und Verleger war Julius Eckstein, der hierfür das Unternehmen Ecksteins Biographischer Verlag mit Sitz in Berlin, Lützowplatz 6, betrieb. Unter anderer Berliner Adresse wurde für die reproduzierten Illustrationen Julius Ecksteins Atelier für graphische Künste genannt.
Als verantwortlicher Redakteur für Band 7, Lieferung 9 (zum Staat Hamburg), wurde auf dem Innentitel Alexander Engel genannt.